# Landébia
Landébia (bret. Landebiav) – miejscowość i gmina we Francji, w regionie Bretania, w departamencie Côtes-d’Armor.
Według danych na rok 1990 gminę zamieszkiwało 447 osób, a gęstość zaludnienia wynosiła 126 osób/km² (wśród 1269 gmin Bretanii Landébia plasuje się na 857. miejscu pod względem liczby ludności, natomiast pod względem powierzchni na miejscu 1056.).